# Nationale held van Indonesië
De titel nationale held van Indonesië (Indonesisch: Pahlawan Nasional Indonesia) is een eerbewijs dat door de president van Indonesië bij decreet en postuum wordt toegekend.

## Achtergrond

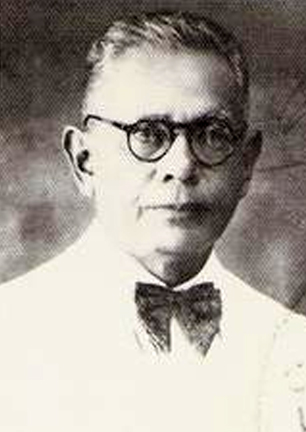
Abdul Muis, de eerste nationale held van Indonesië.

Het wettelijk kader voor de titel, aanvankelijk genaamd Held van de Nationale Onafhankelijkheid (Pahlawan Kemerdekaan Nasional), werd ingesteld door president Soekarno bij Presidentieel Besluit No. 241 in 1958 en voor het eerst toegekend op 30 augustus 1959 aan de schrijver/politicus Abdul Muis, die de maand daarvoor was overleden. Deze titel werd gehanteerd gedurende de rest van Soekarno's bewind. Toen Soeharto midden jaren zestig aan de macht kwam, kreeg de titel zijn huidige naam. Speciale titels op het niveau van Nationale Held zijn ook toegekend: “Held van de Revolutie” (Pahlawan Revolusi) in 1965 aan tien slachtoffers van de mislukte coup van 30 september, en Soekarno en voormalig vicepresident Mohammed Hatta kregen in 1988 de titel Held van de Proclamatie (Pahlawan Proklamasi) voor hun rol bij het uitroepen van de Indonesische onafhankelijkheid.
Nieuwe helden worden tegenwoordig jaarlijks rondom de Nationale heldendag op 10 november bekendgemaakt. Per november 2019 zijn er inmiddels 172 mannelijke en 15 vrouwelijke helden, die uit alle delen van de Indonesische archipel komen, van Atjeh in het westen tot Papoea in het oosten. Een groot deel van de nationale helden kreeg de titel voor hun rol in het streven naar Indonesische onafhankelijkheid, bijvoorbeeld als activist, politicus of strijder. Daarnaast zijn er veel nationale helden die streden tegen de Vereenigde Oostindische Compagnie of andere kolonisten, en verder politici, religieus leiders, militairen en mensen die op andere wijze hebben bijgedragen aan de Indonesische maatschappij, bijvoorbeeld in de wetenschap, onderwijs of cultuur.

## Criteria
De onderscheiding wordt toegekend voor acties die ofwel heldhaftig zijn – gedefinieerd als "actuele daden die voor altijd herinnerd, en als voorbeeld gezien kunnen worden door andere burgers" – of voor "buitengewone diensten aan het land en het volk". Het ministerie van Sociale Zaken geeft de volgende zeven criteria waaraan een individu moet voldoen:
- Een Indonesisch burger die overleden is en, gedurende zijn of haar leven, een gewapende strijd leidde of een concept of product creëerde dat nuttig was voor het land;
- De strijd voortzette gedurende zijn of haar hele leven en een prestatie leverde die uitsteeg boven alle verplichtingen;
- Een verregaande impact had door zijn of haar acties;
- Een hoge mate van vaderlandslievendheid heeft getoond;
- Van respectabel karakter en goede moraal was;
- Zich nooit aan zijn of haar vijanden overgaf; en
- Nooit een daad verrichtte die een smet wierp op zijn of haar nalatenschap.

## Lijst van nationale helden
Hieronder volgt een lijst van alle nationale helden. De lijst is bijgewerkt tot en met het toevoegen van zes nationale helden in november 2019.
| Naam                                 | Geboren  | Overleden | Beschrijving | Held sinds |
| ------------------------------------ | -------- | --------- | --- | ---------- |
| Abdul Halim                          | 1911     | 1988      | Onafhankelijkheidsactivist en politicus, minister-president van Indonesië                                            | 2008       |
| Abdul Halim Majalengka               | 1887     | 1962      | Onafhankelijkheidsactivist en oelama, lid van BPUPK                                                                  | 2008       |
| Abdul Harris Nasution                | 1918     | 2000      | Generaal van de Indonesische landmacht                                                                               | 2002       |
| Abdul Kadir                          | 1771     | 1875      | Edelman uit Melawi (West-Kalimantan) die zorgde voor economische groei en streed tegen de Nederlandse kolonisten     | 1999       |
| Abdoel Kahar Moezakir                | 1907     | 1973      | Eerste rector van de Islamitische Universiteit van Indonesië                                                         | 2019       |
| Abdul Malik Karim Amrullah           | 1908     | 1981      | Islamgeleerde en schrijver, lid van Muhammadiyah                                                                     | 2011       |
| Abdul Muis                           | 1883     | 1959      | Politicus en schrijver                                                                                               | 1959       |
| Abdul Rahman Saleh                   | 1909     | 1947      | Pionier van de Indonesische luchtmacht                                                                               | 1974       |
| Abdul Wahab Hasbullah                | 1888     | 1971      | Islamgeleerde en een van de oprichters van Nadhlatul Ulama                                                           | 2014       |
| Andi Abdullah Bau Massepe            | 1918     | 1947      | Boeginese edelman die vocht tegen de Nederlanders tijdens de Indonesische Onafhankelijkheidsoorlog                   | 2005       |
| Abdurrahman Baswedan                 | 1908     | 1986      | Nationalist en diplomaat die zorgde voor de erkenning van de Indonesische onafhankelijkheid door Egypte              | 2018       |
| Achmad Soebardjo                     | 1896     | 1978      | Onafhankelijkheidsactivist en minister                                                                               | 2009       |
| Adam Malik                           | 1917     | 1984      | Journalist en onafhankelijkheidsactivist, derde vicepresident van Indonesië                                          | 1998       |
| Adnan Kapau Gani                     | 1905     | 1968      | Onafhankelijkheidsactivist en minister                                                                               | 2007       |
| Nyi Ageng Serang                     | 1752     | 1828      | Javaanse verzetsstrijder tegen het Nederlandse koloniale bestuur                                                     | 1974       |
| Agus Salim                           | 1884     | 1954      | Onafhankelijkheidsactivist, politicus en moslimleider                                                                | 1961       |
| Agustinus Adisucipto                 | 1916     | 1947      | Pionier van de Indonesische luchtmacht                                                                               | 1974       |
| Ahmad Dahlan                         | 1868     | 1934      | Javaans moslimleider en oprichter van Muhammadiyah                                                                   | 1961       |
| Ahmad Rifa'i                         | 1786     | 1870      | Islamitische denker en schrijver                                                                                     | 2004       |
| Ahmad Yani                           | 1922     | 1965      | Militair bij de Indonesische landmacht, vermoord bij de Kudeta                                                       | 1965       |
| Alexander Andries Maramis            | 1897     | 1977      | Onafhankelijkheidsactivist, lid van BPUPK en minister                                                                | 2019       |
| Alimin                               | 1889     | 1964      | Onafhankelijkheidsactivist, politicus en lid van de Communistische Partij van Indonesië                              | 1964       |
| Amir Hamzah                          | 1911     | 1946      | Dichter en nationalist                                                                                               | 1975       |
| Andi Depu                            | 1907     | 1985      | Strijder en activist                                                                                                 | 2018       |
| Antasari                             | 1809     | 1862      | Strijder tegen de Nederlandse kolonisten                                                                             | 1968       |
| Arie Frederik Lasut                  | 1918     | 1949      | Geoloog en docent die door de Nederlanders werd geëxecuteerd                                                         | 1969       |
| As'ad Syamsul Arifin                 | 1897     | 1990      | Oelama bij Nahdlatul Ulama                                                                                           | 2016       |
| Bagindo Azizchan                     | 1910     | 1947      | Burgemeester van Padang die vocht in de Indonesische Onafhankelijkheidsoorlog                                        | 2005       |
| Basuki Rahmat                        | 1921     | 1969      | Generaal, getuige van de Supersemar                                                                                  | 1969       |
| Bernard Wilhelm Lapian               | 1892     | 1977      | Nationalist, kerkelijk leider en gouverneur van Sulawesi                                                             | 2015       |
| Teungku Chik di Tiro                 | 1836     | 1891      | Islamitisch leider uit Atjeh en guerrillastrijder                                                                    | 1973       |
| Cilik Riwut                          | 1918     | 1987      | Soldaat en politicus uit Midden-Kalimantan                                                                           | 1998       |
| Tjipto Mangoenkoesoemo               | 1886     | 1943      | Politicus en mentor van Soekarno                                                                                     | 1964       |
| Tjokroaminoto                        | 1883     | 1934      | Politicus, leider van Sarekat Islam en mentor van Soekarno                                                           | 1961       |
| Ernest Douwes Dekker                 | 1879     | 1950      | Journalist en politicus die hielp bij de onafhankelijkheid van Indonesië, Indische Nederlander                       | 1961       |
| Depati Amir                          | 1805     | 1869      | Verzetsstrijder | 2018       |
| Dewi Sartika                         | 1884     | 1947      | Docente en oprichter van een school voor meisjes                                                                     | 1966       |
| Cut Nyak Dhien                       | 1850     | 1908      | Verzetsstrijdster uit Atjeh                                                                                          | 1964       |
| Diponegoro                           | 1785     | 1855      | Javaanse prins en opstandeling                                                                                       | 1973       |
| Donald Izacus Pandjaitan             | 1925     | 1965      | Generaal van de Indonesische landmacht vermoord bij de Kudeta                                                        | 1965       |
| Eddy Martadinata                     | 1921     | 1966      | Admiraal bij de Indonesische marine en diplomaat                                                                     | 1966       |
| Fakhruddin                           | 1890     | 1929      | Moslimleider | 1964       |
| Fatmawati Soekarno                   | 1923     | 1980      | Maker van de eerste Vlag van Indonesië, vrouw van Soekarno                                                           | 2000       |
| Ferdinand Lumbantobing               | 1899     | 1962      | Arts en politicus, activist voor rechten van arbeiders                                                               | 1962       |
| Frans Kaisiepo                       | 1921     | 1979      | Nationalist uit Papoea die hielp bij de aansluiting van Papoea bij Indonesië                                         | 1993       |
| Gatot Mangkoepradja                  | 1896     | 1968      | Onafhankelijkheidsactivist en politicus                                                                              | 2004       |
| Gatot Soebroto                       | 1907     | 1962      | Generaal bij de Indonesische landmacht                                                                               | 1962       |
| Halim Perdanakusuma                  | 1922     | 1947      | Pionier bij de Indonesische luchtmacht                                                                               | 1975       |
| Hamengkubuwono I                     | 1717     | 1792      | Sultan van Jogjakarta en stichter van de stad Yogyakarta                                                             | 2006       |
| Hamengkubuwono IX                    | 1912     | 1988      | Sultan van Jogjakarta, onafhankelijkheidsactivist en politicus; tweede vicepresident van Indonesië                   | 1990       |
| Harun Bin Said                       | 1947     | 1968      | Strijder tijdens de Konfrontasi                                                                                      | 1968       |
| Hasan Basri                          | 1923     | 1984      | Soldaat tijdens de Indonesische Onafhankelijkheidsoorlog en voorvechter van aansluiting van Kalimantan bij Indonesië | 2001       |
| Hasanuddin                           | 1631     | 1670      | Sultan van Gowa en strijder tegen de Nederlandse kolonisten                                                          | 1973       |
| Hasyim Asy'ari                       | 1875     | 1947      | Moslimleider, oprichter van Nahdlatul Ulama                                                                          | 1964       |
| Hazairin                             | 1906     | 1975      | Onafhankelijkheidsactivist, minister en docent                                                                       | 1999       |
| Herman Johannes                      | 1912     | 1992      | Ingenieur, minister en medeoprichter van Universitas Gadjah Mada                                                     | 2009       |
| Himayatuddin Muhammad Saidi          | 18e eeuw | 1776      | Sultan van Buton | 2019       |
| Ide Anak Agung Gde Agung             | 1921     | 1999      | Onafhankelijkheidsactivist en minister                                                                               | 2007       |
| Idham Chalid                         | 1921     | 2010      | Leider van Nahdlatul Ulama, politicus                                                                                | 2011       |
| Ilyas Yakoub                         | 1903     | 1958      | Onafhankelijkheidsactivist, politicus en guerrillastrijder                                                           | 1999       |
| Imam Bonjol                          | 1772     | 1864      | Islamitisch leider uit West-Sumatra die vocht in de Padri-oorlogen                                                   | 1973       |
| Radin Inten II                       | 1834     | 1856      | Edelman uit Lampung, verzetsstrijder tegen de Nederlandse kolonisten                                                 | 1986       |
| Iskandar Muda                        | 1593     | 1636      | Sultan van Atjeh | 1993       |
| Ismail Marzuki                       | 1914     | 1958      | Componist van volksliederen                                                                                          | 2004       |
| Iswahyudi                            | 1918     | 1947      | Pionier van de Indonesische luchtmacht                                                                               | 1975       |
| Iwa Koesoemasoemantri                | 1899     | 1971      | Onafhankelijkheidsactivist en politicus                                                                              | 2002       |
| Izaak Huru Doko                      | 1913     | 1985      | Onafhankelijkheidsactivist en docent                                                                                 | 2006       |
| Djamin Ginting                       | 1921     | 1974      | Onafhankelijkheidsstrijder                                                                                           | 2014       |
| Janatin                              | 1943     | 1968      | Strijder tijdens de Konfrontasi                                                                                      | 1968       |
| Djatikoesoemo                        | 1917     | 1992      | Generaal van de Indonesische landmacht en politicus                                                                  | 2002       |
| Andi Djemma                          | 1935     | 1965      | Onafhankelijkheidsactivist                                                                                           | 2002       |
| Johannes Abraham Dimara              | 1916     | 2000      | Strijder uit Papoea die hielp bij de aansluiting van Papoea bij Indonesië                                            | 2010       |
| Johannes Leimena                     | 1905     | 1977      | Minister van gezondheid                                                                                              | 2010       |
| Djoeanda Kartawidjaja                | 1911     | 1963      | Politicus en minister-president van Indonesië                                                                        | 1963       |
| Karel Satsuit Tubun                  | 1928     | 1965      | Politiebrigadier, vermoord bij de Kudeta                                                                             | 1965       |
| Kartini                              | 1879     | 1904      | Javaanse aristocrate en voorvechtster van vrouwenrechten.                                                            | 1964       |
| Ignatius Joseph Kasimo Hendrowahyono | 1900     | 1986      | Onafhankelijkheidsactivist, leider van de Katholieke Partij                                                          | 2011       |
| Kasman Singodimedjo                  | 1904     | 1982      | Voorzitter van het Centraal Indonesisch Nationaal Comité (KNIP)                                                      | 2018       |
| Katamso Darmokusumo                  | 1923     | 1965      | Generaal bij de Indonesische landmacht, vermoord bij de Kudeta                                                       | 1965       |
| I Gusti Ketut Jelantik               | Onbekend | 1849      | Balinees leider die vocht tegen de Nederlandse kolonisten                                                            | 1993       |
| I Gusti Ketut Puja                   | 1904     | 1957      | Eerste gouverneur van Bali                                                                                           | 2011       |
| Ki Bagus Hadikusumo                  | 1890     | 1954      | Leider bij Muhammadiyah, onafhankelijkheidsactivist, lid van BPUPK                                                   | 2015       |
| Ki Hadjar Dewantara                  | 1889     | 1959      | Docent en minister, oprichter van Taman Siswa                                                                        | 1959       |
| Ki Sarmidi Mangunsarkoro             | 1904     | 1957      | Docent bij Boedi Oetomo en Taman Siswa, minister                                                                     | 2011       |
| Kiras Bangun                         | 1852     | 1942      | Batak-guerrillastrijder                                                                                              | 2005       |
| Kusumah Atmaja                       | 1898     | 1952      | Eerste voorzitter van het Hooggerechshof van Indonesië                                                               | 1965       |
| La Maddukelleng                      | 1700     | 1765      | Edelman uit Oost-Kalimantan                                                                                          | 1998       |
| Lafran Pane                          | 1922     | 1991      | Oprichter van de islamitische studentenvereniging van Indonesië                                                      | 2017       |
| Lambertus Nicodemus Palar            | 1900     | 1981      | Diplomaat | 2013       |
| John Lie                             | 1911     | 1988      | Schout-bij-nacht bij de Indonesische marine                                                                          | 2009       |
| Mahmud Badaruddin II                 | 1767     | 1852      | Sultan van Palembang die vocht tegen Nederlandse en Britse kolonisten                                                | 1984       |
| Mahmud Syah III van Johor            | 1760     | 1812      | Sultan van Johor, Pahang en Riau-Lingga die vocht tegen Nederlandse kolonisten                                       | 2017       |
| Malahayati                           | 15e eeuw | 1604      | Eerste vrouwelijke admiraal ter wereld, vocht tegen Cornelis de Houtman                                              | 2017       |
| Mangkunegara I                       | 1725     | 1795      | Prins uit het huis Kartasura in de derde van de Javaanse successie-oorlogen                                          | 1988       |
| Andi Mappanyukki                     | 1885     | 1967      | Boeginese edelman die vocht tegen de Nederlandse kolonisten                                                          | 2004       |
| Maria Walanda Maramis                | 1872     | 1924      | Voorvechtster van vrouwenrechten                                                                                     | 1969       |
| Martha Christina Tiahahu             | 1800     | 1818      | Molukse vrijheidsstrijdster                                                                                          | 1969       |
| Marthen Indey                        | 1912     | 1986      | Nationalist en onafhankelijkheidsactivist die meewerkte aan de aansluiting van Papoea bij Indonesië                  | 1993       |
| Mas Isman                            | 1924     | 1982      | Onafhankelijkheidsstrijder                                                                                           | 2015       |
| Mas Mansoer                          | 1896     | 1946      | Islamgeleerde, leider bij Muhammadiyah                                                                               | 1964       |
| Masjkur                              | 1904     | 1994      | Lid van BPUPK en minister                                                                                            | 2019       |
| Mas Tirtodarmo Haryono               | 1924     | 1965      | Generaal bij de Indonesische landmacht, vermoord bij de Kudeta                                                       | 1965       |
| Maskun Sumadireja                    | 1907     | 1986      | Onafhankelijkheidsactivist en politicus                                                                              | 2004       |
| Cut Nyak Meutia                      | 1870     | 1910      | Verzetsstrijdster uit Atjeh                                                                                          | 1964       |
| Mohammad Hatta                       | 1902     | 1980      | Onafhankelijkheidsactivist, eerste vicepresident van Indonesië, minister-president                                   | 2012       |
| Mohammad Husni Thamrin               | 1894     | 1941      | Politicus en onafhankelijkheidsactivist                                                                              | 1960       |
| Mohammad Natsir                      | 1908     | 1993      | Islamgeleerde en politicus, minister-president van Indonesië                                                         | 2008       |
| Teuku Muhammad Hasan                 | 1906     | 1997      | Onafhankelijkheidsactivist, eerste gouverneur van Sumatra                                                            | 2006       |
| Muhammad Mangundiprojo               | 1905     | 1988      | Onafhankelijkheidsstrijder                                                                                           | 2014       |
| Mohammad Yamin                       | 1903     | 1962      | Dichter, politicus en onafhankelijkheidsactivist                                                                     | 1973       |
| Mohammad Yasin                       | 1920     | 2012      | Oprichter van de Brimob (mobiele brigade) van de Indonesische politie                                                | 2015       |
| Muhammad Zainuddin Abdul Madjid      | 1898     | 1997      | Oelama | 2017       |
| Mustopo                              | 1913     | 1986      | Vrijheidsstrijder | 2007       |
| Muwardi                              | 1907     | 1948      | Arts en gevechtsleider                                                                                               | 1964       |
| Nani Wartabone                       | 1907     | 1986      | Onafhankelijkheidsactivist en politicus                                                                              | 2003       |
| I Gusti Ngurah Made Agung            | 1876     | 1906      | Koning van Badung, strijder tegen de Nederlandse kolonisten                                                          | 2015       |
| I Gusti Ngurah Rai                   | 1917     | 1946      | Balinees militair leider tijdens de Indonesische Onafhankelijkheidsoorlog                                            | 1975       |
| Nuku Muhammad Amiruddin              | 1738     | 1805      | Sultan van Tidore | 1995       |
| Noer Alie                            | 1914     | 1992      | Moslimleider en docent, soldatenleider tijdens de Indonesische Onafhankelijkheidsoorlog                              | 2006       |
| Teuku Nyak Arif                      | 1899     | 1946      | Politicus uit Atjeh en eerste gouverneur van die provincie                                                           | 1974       |
| Opu Daeng Risadju                    | 1880     | 1964      | Politicus, activist en verzetsstrijdster                                                                             | 2006       |
| Oto Iskandar di Nata                 | 1897     | 1945      | Politicus en onafhankelijkheidsactivist                                                                              | 1973       |
| Pajonga Daeng Ngalie                 | 1901     | 1958      | Lokale leider in Zuid-Sulawesi                                                                                       | 2006       |
| Pakubuwono VI                        | 1807     | 1849      | Susuhunan van Surakarta, vocht tegen de Nederlandse kolonisten                                                       | 1964       |
| Pakubuwono X                         | 1866     | 1939      | Susuhunan van Surakarta, zette zich in voor de Indonesische bevolking                                                | 2011       |
| Pangeran Muhammad Noor               | 1901     | 1979      | Eerste gouverneur van Kalimantan en als minister verantwoordelijk voor enkele stuwdammen                             | 2018       |
| Pattimura                            | 1783     | 1817      | Verzetsstrijder uit de Molukken                                                                                      | 1973       |
| Pierre Tendean                       | 1939     | 1965      | Soldaat bij de Indonesische landmacht, vermoord bij de Kudeta                                                        | 1965       |
| Pong Tiku                            | 1846     | 1907      | Edelman van Toraja, vocht tegen de Nederlandse kolonisten                                                            | 2002       |
| Raja Ali Haji                        | 1809     | 1870      | Historicus en dichter uit Riau                                                                                       | 2004       |
| Raja Haji Fisabilillah               | 1727     | 1784      | Strijder uit Riau die vocht tegen de Nederlandse kolonisten                                                          | 1997       |
| Radjiman Wediodiningrat              | 1879     | 1952      | Eerste voorzitter van het Indonesische parlement, de Volksvertegenwoordigingsraad (DPR)                              | 2013       |
| Ranggong Daeng Romo                  | 1915     | 1947      | Strijder tijdens de Indonesische Onafhankelijkheidsoorlog                                                            | 2001       |
| Rasuna Said                          | 1910     | 1965      | Nationalist en voorvechtster van vrouwenrechten                                                                      | 1974       |
| Robert Wolter Monginsidi             | 1925     | 1949      | Verzetsstrijder uit Makassar tijdens de Indonesische Onafhankelijkheidsoorlog                                        | 1973       |
| Roehana Koeddoes                     | 1884     | 1972      | Activist voor vrouwenrechten en eerste vrouwelijke journalist van Indonesië                                          | 2019       |
| Sahardjo                             | 1909     | 1963      | Minister van justitie                                                                                                | 1963       |
| Sam Ratulangi                        | 1890     | 1949      | Onafhankelijkheidsactivist en politicus uit Minahasa                                                                 | 1961       |
| Samanhoedi                           | 1878     | 1956      | Ondernemer, oprichter van Sarekat Islam                                                                              | 1961       |
| Sarjito                              | 1889     | 1970      | Arts en hoogleraar, eerste rector van de Universitas Gadjah Mada                                                     | 2019       |
| Silas Papare                         | 1918     | 1978      | Verzetsstrijder uit Papoea                                                                                           | 1993       |
| Si Singamangaraja XII                | 1849     | 1907      | Batakleider en verzetsstrijder                                                                                       | 1961       |
| Siswondo Parman                      | 1918     | 1965      | Generaal bij de Indonesische landmacht, vermoord bij de Kudeta                                                       | 1965       |
| Siti Hartinah                        | 1923     | 1996      | Vrouw van president Soeharto, sociaal activist en oprichter van Taman Mini Indonesia Indah                           | 1996       |
| Siti Walidah                         | 1872     | 1946      | Voorvechtster van vrouwenrechten binnen de islam                                                                     | 1971       |
| Slamet Rijadi                        | 1927     | 1950      | Brigadegeneraal bij de Indonesische landmacht die gedood werd bij een opstand op Sulawesi                            | 2007       |
| Soedirman                            | 1916     | 1950      | Militair leider van het Indonesische leger tijdens de Indonesische Onafhankelijkheidsoorlog                          | 1964       |
| Albertus Soegijapranata              | 1896     | 1963      | Javaanse katholieke bisschop en nationalist                                                                          | 1963       |
| Sugiyono Mangunwiyoto                | 1926     | 1965      | Kolonel bij de Indonesische landmacht, vermoord bij de Kudeta                                                        | 1965       |
| Suharso                              | 1912     | 1971      | Pionier op het gebied van protheses                                                                                  | 1973       |
| Sukarjo Wiryopranoto                 | 1903     | 1962      | Onafhankelijkheidsactivist, diplomaat en politicus                                                                   | 1962       |
| Soekarni                             | 1916     | 1971      | Onafhankelijkheidsactivist, diplomaat, en politicus                                                                  | 2014       |
| Soekarno                             | 1901     | 1970      | Onafhankelijkheidsactivist en eerste presidenten van Indonesië                                                       | 2012       |
| Agoeng de Grote                      | 1591     | 1645      | Sultan van Mataram die vocht tegen de VOC                                                                            | 1975       |
| Andi Sultan Daeng Radja              | 1894     | 1963      | Onafhankelijkheidsactivist en politicus                                                                              | 2006       |
| Supeno                               | 1916     | 1949      | Minister, gedood tijdens de Indonesische Onafhankelijkheidsoorlog                                                    | 1970       |
| Soepomo                              | 1903     | 1958      | Eerste minister van justitie, schreef mee aan de Indonesische Grondwet                                               | 1965       |
| Soeprapto                            | 1920     | 1965      | Generaal bij de Indonesische landmacht, vermoord bij de Kudeta                                                       | 1965       |
| Soeprijadi                           | 1925     | 1945      | Soldaat die rebelleerde tegen de Japanse bezetter                                                                    | 1975       |
| Surapati                             | 1660     | 1706      | Verzetsstrijder tegen de VOC                                                                                         | 1975       |
| Soeroso                              | 1893     | 1981      | Politicus en onafhankelijkheidsactivist                                                                              | 1986       |
| Ario Soerjo                          | 1896     | 1948      | Gouverneur van Oost-Java tijdens de Indonesische Onafhankelijkheidsoorlog                                            | 1964       |
| Soerjopranoto                        | 1871     | 1959      | Docent en voorvechter van de rechten van arbeiders                                                                   | 1959       |
| Soetan Sjahrir                       | 1909     | 1966      | Politicus, eerste minister-president van Indonesië                                                                   | 1966       |
| Soetomo                              | 1888     | 1938      | Docent op oprichter van Boedi Oetomo                                                                                 | 1961       |
| Sutomo                               | 1920     | 1981      | Verzetsstrijder | 2008       |
| Sutoyo Siswomiharjo                  | 1922     | 1965      | Generaal bij de Indonesische landmacht, vermoord bij de Kudeta                                                       | 1965       |
| Sjafruddin Prawiranegara             | 1911     | 1989      | Hoofd van de noodregering na de tweede politionele actie en eerste gouverneur van Bank Indonesia                     | 2011       |
| Syam'un                              | 1894     | 1949      | Verzetsstrijder | 2018       |
| Syarif Kasim II                      | 1893     | 1968      | Sultan van Siak | 1998       |
| Tahi Bonar Simatupang                | 1920     | 1990      | Generaal | 2013       |
| Tuanku Tambusai                      | 1784     | 1882      | Moslimleider uit Riau die vocht in de Padri-oorlogen                                                                 | 1995       |
| Tan Malaka                           | 1884     | 1949      | Politicus van de Communistische Partij van Indonesië                                                                 | 1963       |
| Thaha Syaifuddin                     | 1816     | 1904      | Sultan van Jambi die vocht tegen de Nederlandse kolonisten                                                           | 1977       |
| Tirtayasa                            | 1631     | 1683      | Verzetsstrijder uit Banten                                                                                           | 1970       |
| Tirto Adhi Soerjo                    | 1880     | 1918      | Journalist | 2006       |
| Teukoe Oemar                         | 1854     | 1899      | Verzetsstrijder uit Atjeh                                                                                            | 1973       |
| Oerip Soemohardjo                    | 1893     | 1948      | Hoge militair bij de Indonesische landmacht                                                                          | 1964       |
| Wage Rudolf Supratman                | 1903     | 1938      | Componsit van het volkslied "Indonesia Raya"                                                                         | 1971       |
| Wahid Hasyim                         | 1914     | 1953      | Leider van Nahdlatul Ulama, eerste minister van godsdienst                                                           | 1964       |
| Wahidin Soedirohoesodo               | 1852     | 1917      | Arts en leider van Boedi Oetomo                                                                                      | 1973       |
| Wilhelmus Zakaria Johannes           | 1895     | 1952      | Pionier op het gebied van radiologie                                                                                 | 1968       |
| Yos Sudarso                          | 1925     | 1962      | Commandeur bij de Indonesische marine die gedood werd in de Slag bij Vlakke Hoek                                     | 1973       |
| Yusuf Tajul Khalwati                 | 1626     | 1699      | Moslimleider, verzetsstrijder tegen de VOC                                                                           | 1995       |
| Zainal Mustafa                       | 1907     | 1944      | Moslimleider die vocht tegen de Japanse bezetter                                                                     | 1972       |
| Zainul Arifin                        | 1909     | 1963      | Politicus en verzetsstrijder                                                                                         | 1963       |